# Cerasus laurocerasus
Cerasus laurocerasus là loài thực vật có hoa trong họ Hoa hồng. Loài này được (L.) Dum. Cours. mô tả khoa học đầu tiên năm 1802.